# 鹿鼠屬
鹿鼠屬（Habromys），哺乳綱、囓齒目、倉鼠科的一屬，而與鹿鼠屬（基考鹿鼠）同科的動物尚有艾氏林鼠屬（艾氏林鼠）、澤鼠屬（大澤鼠）、南美灘鼠屬（灰黃灘鼠）、地鳴鼠屬（地鳴鼠）等之數種哺乳動物。